# Горная (станция)
Горная — железнодорожная станция (узловая) Ростовского региона Северо-Кавказской железной дороги в посёлке городского типа Горном Ростовской области.

## История
Весной 1912 года на разъезде 728 км готовилось строительство железной дороги от станции Горная до станции Михайло-Леонтьевская. Строительство началось в 1914 году. Железнодорожная ветка планировалась протяженностью 30 км, движение на этом участке открылось в марте 1917 года.
В Великую Отечественную войну станция была занята немецкими войсками. Во время бомбёжек были уничтожены здания вокзала и служебные помещения, от путей и составов остались искореженные груды металла.

## Деятельность
Находится на железнодорожных линиях Зверево — Горная, Горная — Шахтная, Горная — Закордонный. Ближайшими остановочными пунктами к данной станции являются Лесостепь, 1123 км (Питомник), 3 км, Атюхта (Сады) и Лесхоз. Пассажирское движение ежедневно осуществляют как пригородные экспрессы, так и поезда дальнего следования.
Здание железнодорожного вокзала построено на одном уровне с посадочной платформой. Представляет собой небольшое одноэтажное кирпичное сооружение. Внутри находится касса, зал ожидания и информационно-справочный стенд.